# 위치 식별자
위치 식별자(Location identifier)는 공항, 항법 보조 장치 또는 기상 관측소의 이름과 위치를 상징적으로 표현하며 항공 교통 관제, 통신, 컴퓨터 프로그래밍, 기상 보고 및 관련 서비스에서 직원이 상주하는 항공 교통 관제 시설에 사용된다.

## ICAO 위치 식별자
국제 민간 항공 기구는 ICAO 간행물 7910에 게시된 4글자 위치 표시기 세트를 설정한다. 이것은 항공 교통 관제 기관이 공항을 식별하는 데 사용하고, 기상 기관이 METAR 기상 보고서를 생성하는 데 사용한다. 첫 번째 문자는 지역을 나타낸다. 예를 들어 인접한 미국의 경우 K, 캐나다의 경우 C, 북유럽의 경우 E, 극동 아시아의 경우 R, 호주의 경우 Y이다. ICAO 위치 표시기의 예로는 마닐라 니노이 아키노 국제공항의 RPLL과 웨스트오버 합동 공군 기지(Westover Joint Air Reserve Base)의 KCEF가 있다.

## IATA 식별자
국제 항공 운송 협회는 항공사 운영, 수하물 경로 지정 및 발권에 사용되는 3자리 IATA 식별자 세트를 사용한다. IATA 식별자에 대한 특정 조직 체계는 없다. 일반적으로 마닐라 니노이 아키노 국제공항의 경우 MNL과 같이 공항이나 도시의 약어를 사용한다.
미국에서 IATA 식별자는 일반적으로 FAA 식별자와 동일하지만, 항상 그런 것은 아니다. 눈에 띄는 예는 FAA 식별자 SAW와 IATA 식별자 MQT를 사용하는 미시간주의 소이어 국제공항(Sawyer International Airport)이다.

## FAA 식별자
연방항공국(FAA LID)은 미국 내 항공 관련 시설을 식별하는 3~5자의 영숫자 코드이지만 일부 코드는 다른 기관을 위해 예약되어 있으며 관리된다.:§1–2-1
거의 모든 주요 공항에 할당된 식별자는 시카고 오헤어 국제공항의 ORD와 같이 알파벳 세 글자 코드이다. 소규모 비행장에는 일반적으로 스카이다이브 시카고 공항의 경우 8N2, 터너스 폴스 공항의 경우 0B5와 같이 영숫자 문자가 혼합되어 할당된다. 개인 비행장에는 4자리 식별자가 할당된다(예: 로스 앤젤레스군 소방국 헬리포트의 경우 1CA9). 위치 식별자는 아래에 설명된 캐나다 교통부 식별자와 함께 조정된다.
일반적으로 FAA는 모든 3문자 식별자(문자 K, N, W 및 Y로 시작하는 식별자 제외), 3문자 및 4문자 영숫자 식별자, 그리고 미국 및 그 국가에 대한 5문자 식별자를 할당할 권한이 있다. 관할 구역. 해군성은 해당 부서에서만 사용할 수 있도록 문자 N으로 시작하는 3자리 식별자를 할당한다. 캐나다 교통부는 Y로 시작하는 3개의 문자 식별자를 할당한다. 문자 Q로 시작하는 블록은 국제 통신 관할권에 속하지만, FAA 기술운영 부서에서 내부적으로 다른 식별 코드 시스템이 적용되지 않는 국립 영공 장비를 식별하는 데 사용된다. Z로 시작하는 블록은 미국 항공로 교통관제 센터를 나타낸다.:§1–2-2
실제로 할당된 식별자는 FAA에서 채택한 현재 "인코딩" 규칙과 항상 일치하지 않으며, 할당된 모든 식별자가 미국과 캐나다 간에 고유하지 않다. 코딩 시스템은 시간이 지남에 따라 진화했으며 안전을 보장하고 모호성을 줄이기 위해 많은 "레거시" 코드가 손상되지 않은 상태로 남아 있다.:§1–2–4 이러한 이유로 FAA는 관리하는 모든 코드의 자세한 목록을 정기적으로 게시한다.:§6

### 종합적인 할당 패턴
일반적으로 3글자 식별자는 항공항행 보조장치에 대한 무선 호출 부호로 할당된다. 직원이 상주하는 항공 교통 관제 시설 또는 공항 경계 내 항법 지원 시설이 있는 공항으로; 정기 항로 항공모함 또는 군용 공수 서비스를 받는 공항 및 미국 관세청이 입국 공항으로 지정한 공항. 이러한 식별자 중 일부는 특정 항공 기상 보고 스테이션에 할당된다.
대부분의 1자리 숫자 2자리 식별자는 항공 기상 보고 및 관측소 및 특수 용도 위치에 할당되었다. 이러한 식별자 중 일부는 미국 및 그 관할권 내의 공용 착륙 시설에 할당될 수 있으며, 이는 3자 시리즈의 식별자 요구 사항을 충족하지 않는다. 이 식별자 시리즈에서 숫자는 항상 3자 조합의 첫 번째 위치에 있다.
대부분의 1자리, 2자리 식별자는 3자리 시리즈의 식별자에 대한 요구 사항을 충족하지 않는 미국 및 해당 관할 구역 내의 공용 착륙 시설에 할당된다. 이러한 식별자 중 일부는 항공 기상 보고 스테이션에도 할당된다.
한 글자, 두 숫자 식별자는 알파벳 문자로 키가 지정된다. 문자는 세 문자 조합의 첫 번째, 중간 또는 마지막 위치에 나타날 수 있다. 문자가 항공교통관제센터의 구역을 의미하는 경우, 센터의 경계를 재정렬해도 할당은 변경되지 않는다.
Victor, Jet 또는 유색 기도 번호와 충돌할 수 있는 이 시리즈의 식별자는 할당되지 않는다.
2자리, 2자리 식별자는 3자리 할당 요구 사항을 충족하지 않는 미국 및 관할 구역의 개인 사용 착륙 시설에 할당된다. 두 글자로 된 우체국 또는 연결된 주의 추가 약어로 키가 지정된다. 두 문자 코드는 네 문자 코드의 처음 두 위치, 중간 또는 마지막 두 위치에 나타난다.
기상학에서 FAA 식별 시스템의 사용은 항공 보고 코드가 METAR 코드로 대체된 1996년에 종료되었다. METAR 코드는 전적으로 ICAO 식별자 시스템에 의존한다.

## 캐나다 교통부 식별자
캐나다 교통부는 관할 지역에 대해 Y 및 Z로 시작하는 3개의 문자 식별자를 포함하여 2, 3 및 4개의 문자 식별자를 할당한다. 이러한 식별자는 위에서 설명한 FAA 식별자 시스템과 맞물리도록 설계되었지만 몇 가지 충돌이 있다.

## 민간항공 코드 지시 일반
멕시코 민간항공의 비행장 코드는 지정 비행장 코드로 멕시코의 모든 민간항공 분야를 식별하는 데 사용되는 복합 3개의 알파벳 문자이다(이 문자는 IATA 코드에 대해 동일한 방법론으로 선택된다. 즉, 비행장(예: ZPU Zacapu Airstrip)에서 이러한 비행장은 공항, 지역 공항, 개인 활주로, 헬기장, 보트 헬기장 및 헬기 착륙장 플랫폼일 수 있다. 국제 공항은 일부 예외가 있지만, IATA: XAL 및 DGAC: ALA ~ 알라모스 공항, (소노라주)까지 몇 가지 예외가 있다.

## 러시아 위치 식별자
러시아 내(및 소련 내 1991년 이전)에는 세 개의 키릴 문자가 있는 공항 식별자(внутренний код - 내부 코드)가 있다. 티켓 판매 등을 위해 사용된다. 정기 항공편이 있는 일부 소규모 공항에는 IATA 코드가 없고 이 코드와 ICAO 코드만 있다. IATA 코드와 달리 1990년대에 구 소련의 일부 도시 이름을 변경할 때 변경되었다. 예를 들어 상트페테르부르크 (예: 레닌그라드)는 ЛЕД에서 СПТ로 변경되었다. 2009년 현재 약 3,000여 개의 내부코드 코드 조합이 사용되고 있다.

## WMO 역 식별자
세계 기상 기구는 5자리 숫자의 스테이션 코드 시스템을 사용하여 종관 기상 관측소를 나타낸다. 예는 로스앤젤레스 국제공항(LAX)의 72295이다.
첫 번째 숫자는 지역을 지정한다. 유럽은 0~1, 러시아는 2~3, 아시아는 4, 극동은 5, 아프리카는 6, 북미는 7, 남미 및 남극은 8, 태평양은 9이다.
나머지 숫자는 지역 및 국가 수준에서 설정된다.
WMO 스테이션 ID의 현대화는 WMO 통합 지구 관측 시스템(WIGOS)의 일부로 수행되었다.
이전에 관측소는 종관 및 기후 관측소에 대해 5자리 숫자 형식을 갖는 WMO 식별자를 사용하여 등록되었다. 많은 국가에서 허용 범위 내 번호가 부족하여 추가 스테이션을 등록할 수 없다.
새로운 WSI(WIGOS Station Identifiers)는 기본적으로 무제한 스테이션을 등록할 수 있도록 하는 숫자와 영숫자를 사용하여 4개의 블록 구조로 생성되었다.
WSI의 4개 부분은 식별자 시리즈-발급자-발행 번호-식별자이다. 기존 WMO ID는 WSI 형식으로 마이그레이션되었다(예: LAX의 경우 "0-20000-0-72295"). "20000"은 WMO 자체의 발급자 코드이며 국가는 3자리 ISO 코드를 발급자 코드로 사용한다.
WMO 사이트의 프레젠테이션은 다음과 같이 설명한다.
중요 구성요소: WIGOS 스테이션 식별자 WIGOS 스테이션 식별자(WSI)의 기본 개념:
많은 국가에서 허용 범위 내 번호가 부족하여 추가 스테이션을 등록할 수 없다.
기본적으로 무제한 스테이션을 WIGOS에 등록할 수 있도록 만들었다.
WIGOS 메타데이터 표준을 포함한 WIGOS 기술 규정의 일부로 회원에 의한 구현은 필수이다.
WSI는 그 자체로 의미가 없어야 한다. 사용자는 WSI의 패턴에서 메타데이터를 찾지 않아야 하며, 해당 WSI와 연결된 스테이션의 메타데이터를 보려면 OSCAR/Surface로 이동해야 한다.
WSI 할당(A)
"새로운 방송국"(2016년 7월 1일 이후에 운영을 시작했거나 WMO 프로그램과 제휴한 방송국)의 경우, 다음을 의미하는 WSI 국가 스키마를 개발하고 문서화한다.
식별자 발급자(두 번째 블록)에서 3자리 ISO 국가 코드 사용
3번째 및 4번째 블록의 번호(발행 번호 및 지역 식별자)를 해당 영역의 스테이션에 배포하기 위한 국가 규칙을 정의한다.
2016년 7월 이전에 WMO-No.9 Volume A에 등록된 방송국의 경우:
기존 5자리 WMO 식별자가 자동으로 WSI로 변환되는 OSCAR/Surface로 마이그레이션되었다.
두 번째 블록에서 20000-20010 범위, 세 번째 블록에서 "0", 네 번째 블록에서 기존 WMO ID.

## 미국 기상청 식별자
기상청은 관측소를 식별하기 위해 여러 체계를 사용한다. 일반적으로 ICAO 및 WMO 식별자에 의존하지만, 공항에서 멀리 떨어진 여러 기상 예보 사무소 (WFO) 및 기상 레이더 사이트에 기존 코드와 충돌하지 않는 자체 코드가 부여되었다. 이들은 일반적으로 앨라배마주 버밍엄(BHM)의 레이더 사이트가 도시의 남쪽 하나(BMX)로 교체되었거나 녹스빌(TYS) 사무실이 테네시주 모리스타운 (MRX) 인근으로 이전된 경우와 같이 X로 끝난다. 다른 사람들은 플로리다 마이애미 가 이제 MIA 대신 MFL이 되도록 변경되었다. 그리고 Dallas/Fort Worth (이전의 DFW)는 이제 FWD이다. 기후 응용 프로그램은 관할 하에 있는 기상 관측소를 식별하기 위한 5자리 숫자 코드인 WBAN (Weather Bureau Army Navy) 시스템을 사용한다.
최근에는 수문 기상 관측소와 같은 특수 기상 요구 사항에 대해 4자리 숫자 1자리 식별자를 사용하기 시작했다. 이들은 USFS RAWS 시스템과 USGS에서 운영하는 하천 게이지에 의해 사용되며 둘 다 NOAA에서 운영하는 GOES 기상 위성 을 통해 보고한다. 이들은 위치에 대한 니모닉 인 세 글자를 사용하고, 그 뒤에 미국 주의 첫 글자가 오고, 그 뒤에 해당 글자 내에서 알파벳 순서를 나타내는 숫자가 온다. (예: 노스캐롤라이나주 관측소는 N7으로 끝남). 니모닉은 가장 가까운 마을, 하천 이름 또는 둘의 조합일 수 있다. 그리고 같은 이름이 다른 가까운 위치에 대해 다른 니모닉으로 재배열될 수 있다. 예를 들어, VING1은 조지아주 바이닝스의 게이지이며, 바이닝스와 같은 애틀랜타 시내 경계에 있는 채타후치강을 따라 있는 다른 관측소 (예: Oakdale의 CHAG1) 및 다음과 같은 애틀랜타의 다른 하천과 구별된다. 피치트리 크릭 (AANG1).
모든 미군 서비스를 대신하는 미 공군 기상청(AFWA)은 실제 우발 상황을 지원하는 배치된 부대에서 사용하기 위해 "KQ"로 시작하는 특수 용도 ICAO 식별자를 할당한다. 훈련 중 지원을 제공하는 배치/ 주둔 부대; 분류된 작업 위치; 및 영구 위치 식별자를 요청했지만 아직 수신하지 않은 장치.
공군과 국립 기후 데이터 센터에서 여전히 사용하는 시스템 중 하나는 마스터 스테이션 카탈로그 또는 MASLIB 코드이다. 이것은 본질적으로 WMO 스테이션 식별자와 동일한 체계이지만 추가 숫자를 추가하는 6자리 숫자 코드로 더 많은 스테이션을 색인화할 수 있다. 이 추가 숫자는 5자리 식별자를 사용하여 실제 WMO 스테이션을 참조할 때 항상 "0"이지만 주변에 존재하는 다른 스테이션을 참조하려면 1..9가 될 수 있다. MASLIB 식별자는 일반적으로 미국 외부에서 인식되지 않는다.

## 이식된 식별자
원래 공항의 폐쇄로 인해 식별자가 새로운 위치로 이식된 드문 경우가 있었다. 대표적인 예로 1996년 스테플튼 국제공항에서 덴버 국제공항으로 이전한 DEN/KDEN과 1999년 오스틴 뮐러 공항에서 오스틴 버그스트롬 국제공항으로 이전한 AUS/KAUS가 있다. 이 두 사건 모두 원래 위치가 폐쇄되었기 때문에 발생했다.
때때로 코드는 후임자 없이 완전히 중단된다. 때때로 이것은 스톤 마운틴 공항과 같이 폐쇄된 소규모 공항이다. 이 공항의 식별자 00A는 현재 펜실베니아주 벤살렘에 있는 R/C 헬기장에 사용된다. 또 다른 경우에는 뉴욕의 아이들와일드 공항에 대한 식별자가 존 F. 케네디의 이름을 따서 이름이 바뀌었을 때 JFK 및 KJFK로 변경되었으며 원래 IDL 및 KIDL이 나중에 미시시피주 인디애놀라에 있는 인디애놀라 지자체 공항에 재사용되었다.
이식된 식별자는 문서화 되지 않은 경향이 있으며, 이력 기록을 처리하는 데이터 시스템 및 소프트웨어와 연구 및 법률 작업에 문제를 일으킬 수 있다. 브로드캐스트 호출 부호에도 유사한 문제가 있다.

## 같이 보기
- UN/LOCODE